# Zimbabwe nos Jogos Olímpicos de Verão de 2020
O Zimbabwe competiu nos Jogos Olímpicos de Verão de 2020 em Tóquio. Originalmente programados para ocorrerem de 24 de julho a 9 de agosto de 2020, os Jogos foram adiados para 23 de julho a 8 de agosto de 2021, por causa da pandemia COVID-19. Foi a 11ª participação como nação independente sob a denominação Zimbabwe, após participar como Rodésia do Sul e Rodésia na era colonial. 

## Competidores
Abaixo está a lista do número de competidores nos Jogos.
| Esporte   | Masculino | Feminino | Total |
| --------- | --------- | -------- | ----- |
| Atletismo | 1         | 0        | 1     |
| Golfe     | 1         | 0        | 1     |
| Natação   | 1         | 1        | 2     |
| Remo      | 1         | 0        | 1     |
| Total     | 4         | 1        | 5     |

## Atletismo
O Zimbabwe recebeu vaga de Universalidade da IAAF para enviar um atleta para os Jogos.
- Nota– As posições para os eventos de pista são em relação à bateria do atleta
- Q = Qualificado para a próxima fase
- q = Qualificado para a próxima fase como o perdedor mais rápido ou, em eventos de campo, pela posição sem atingir o alvo para qualificação
- NR = Recorde nacional
- N/A = Fase não aplicável para o evento
- Bye = Atleta não precisou disputar aquela fase

Eventos de pista e estrada
Ngonidzashe Makusha assegurou a representação de Zimbabwe no atletismo, ao participar dos 100 metros masculino. Depois de ser o primeiro na sua eliminatória, foi eliminado nas quartas-de-final com o sétimo lugar na sua manga.
| Atleta              | Evento          | Pré-eliminatória | Pré-eliminatória | Ronda 1   | Ronda 1 | Semifinal | Semifinal | Final     | Final   |
| Atleta              | Evento          | Resultado        | Posição          | Resultado | Posição | Resultado | Posição   | Resultado | Posição |
| ------------------- | --------------- | ---------------- | ---------------- | --------- | ------- | --------- | --------- | --------- | ------- |
| Ngonidzashe Makusha | 100 m masculino | 10.32            | 1 Q              | 10.43     | 7       |           |           |           |         |

## Golfe
O Zimbabwe inscreveu um golfista masculino para o torneio olímpico. Scott Vincent qualificou diretamente entre os 60 melhores jogadores elegíveis para o evento masculino. O atleta se posicionou em T16.
| Atleta        | Evento    | Rodada 1  | Rodada 2  | Rodada 3  | Rodada 4  | Total     | Total | Total   |
| Atleta        | Evento    | Resultado | Resultado | Resultado | Resultado | Resultado | Par   | Posição |
| ------------- | --------- | --------- | --------- | --------- | --------- | --------- | ----- | ------- |
| Scott Vincent | Masculino | 73        | 67        | 66        | 67        | 273       | -11   | T16     |

## Natação
O Zimbabwe recebeu vagas de universalidade da FINA para enviar os nadadores de melhor ranking (um por gênero) para seus respectivos eventos individuais nas Olimpíadas, baseado no Ranking de Pontos da FINA de 28 de junho de 2021.
Donata Katai, nos 100 metros costas feminino, e Peter Wetzlar, nos 100 metros livres masculino, não conseguiram ir além das eliminatórias.
| Atleta        | Evento                | Eliminatória | Eliminatória | Semifinal | Semifinal | Final | Final   |
| Atleta        | Evento                | Tempo        | Posição      | Tempo     | Posição   | Tempo | Posição |
| ------------- | --------------------- | ------------ | ------------ | --------- | --------- | ----- | ------- |
| Peter Wetzlar | 100 m livre masculino | 50.31        | 42           |           |           |       |         |
| Donata Katai  | 100 m costas feminino | 1:02.73      | 34           |           |           |       |         |

## Remo
O Zimbabwe qualificou um barco para o skiff simples masculino nos Jogos após conquistar a medalha de prata e garantir a segunda de cinco vagas disponíveis na Regata Africana de Qualificação Olímpica de 2019 em Túnis, Tunísia.
Nos Jogos, Peter Purcell-Gilpin acabou na Final D, onde consumou a 20.ª posição final no concurso.
| Atleta               | Evento                  | Eliminatórias | Eliminatórias | Repescagem | Repescagem | Quartas-de-final | Quartas-de-final | Semifinais | Semifinais | Final   | Final   |
| Atleta               | Evento                  | Tempo         | Posição       | Tempo      | Posição    | Tempo            | Posição          | Tempo      | Posição    | Tempo   | Posição |
| -------------------- | ----------------------- | ------------- | ------------- | ---------- | ---------- | ---------------- | ---------------- | ---------- | ---------- | ------- | ------- |
| Peter Purcell-Gilpin | Skiff simples masculino | 7:10.65       | 4 R           | 7:35.16    | 1 Q        | 7:37.97          | 6 SC/D           | 7:01.72    | 4 FD       | 7:03.85 | 20      |

Legenda de Qualificação: FA=Final A (medalha); FB=Final B; FC=Final C; FD=Final D; FE=Final E ; FF=Final F; SA/B=Semifinais A/B; SC/D=Semifinais C/D; SE/F=Semifinais E/F; QF=Quartas-de-final; R=Respecagem